# Athyrium cryptogrammoides
Athyrium cryptogrammoides är en majbräkenväxtart som beskrevs av Bunzo Hayata. Athyrium cryptogrammoides ingår i släktet Athyrium och familjen Athyriaceae. Inga underarter finns listade.